# Halvard Lange

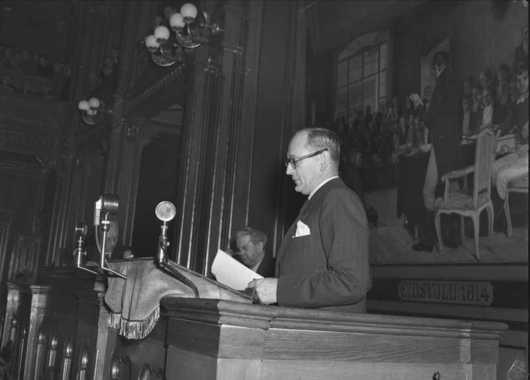
Halvard Lange (1949)

Halvard Manthey Lange (* 16. September 1902 in Kristiania; † 19. Mai 1970 in Oslo) war ein norwegischer Politiker der Arbeiderpartiet, der nach dem Zweiten Weltkrieg mit einer nur einmonatigen Unterbrechung 19 Jahre Außenminister war und somit die Außenpolitik Norwegens in der Nachkriegszeit entscheidend mitprägte.

## Leben

### Studium, berufliche Tätigkeiten und KZ-Häftling
Lange, Sohn des Politikers Christian Lous Lange, der 1921 mit Karl Hjalmar Branting den Friedensnobelpreis erhielt, studierte nach dem Schulbesuch Philologie und engagierte sich in dieser Zeit als Mitglied der Norges Socialdemokratiske Arbeiderparti (NSA). Zeitweise war er Vorsitzender der Jugendorganisation der NSA, trat aber 1927 der Arbeiderpartiet als Mitglied bei.
Er war nach Abschluss des Studiums 1929 zwischen 1930 und 1935 als Lehrer am Handelsgymnasium in Oslo. Während dieser Zeit absolvierte er daneben von 1932 bis 1935 mit finanzieller Unterstützung durch ein Stipendium ein Studium am Christian Michelsen–Institut für soziologische Studien. Zugleich war er zwischen 1932 und 1934 Mitglied des Stadtrates von Oslo sowie seit 1933 Mitglied des Zentralvorstands der Arbeiterpartei.
Im Anschluss war er von 1935 bis 1936 zunächst Sekretär des Arbeidernes Opplysningsforbund (AOF), der Studentenbewegung der Arbeiterpartei, und danach von 1936 bis 1938 Dozent für Geschichte an der Universität Oslo, ehe er im Anschluss bis 1940 Rektor der Volkshochschule (Folkehøgskole) in Sørmarka war.
Nach der Besetzung Norwegens durch die deutsche Wehrmacht 1940 wurde Lange festgenommen, und zwischen August 1942 und 1945 inhaftiert, wobei er die letzten zweieinhalb Jahre im KZ Sachsenhausen verbrachte. 

### Außenminister von 1946 bis 1965 und Beitritt zur NATO 1949
Nach der Befreiung Norwegens und seiner Rückkehr wurde er von Ministerpräsident 1946 in dessen zweite Regierung zum Außenminister berufen. Er wurde damit Nachfolger von Trygve Lie, der am 1. Februar 1946 erster offizieller Generalsekretär der Vereinten Nationen wurde. Nach seinem Amtsantritt bat er im Oktober 1946 seinen persönlichen Freund Willy Brandt als Pressesprecher bei der Norwegischen Militärmission in Berlin zu arbeiten. Brandt war dort von Januar 1947 bis Juli 1948 im Range eines Majors tätig.
1950 wurde Lange außerdem Mitglied des Storting und vertrat in diesem bis 1969 den Wahlkreis Akershus.
Das Amt des Außenministers übte er zunächst bis zum 28. August 1963 aus und übernahm dieses Amt erneut nach der nur knapp einen Monat im Amt befindlichen bürgerlichen Minderheitsregierung von Ministerpräsident John Lyng erneut vom 25. September 1963 bis zum 25. Oktober 1965 in der vierten Regierung von Ministerpräsident Einar Gerhardsen.
In seiner über 19-jährigen Amtszeit als Außenminister prägte Lange die Außenpolitik Norwegens in der Nachkriegszeit entscheidend mit. Dabei verstand er es, nicht nur die Vorstellung seiner eigenen Partei umzusetzen, sondern auch die außenpolitischen Vorstellungen der bürgerlichen Oppositionsparteien zu berücksichtigen. Dieses wurde besonders deutlich, als Norwegen seine traditionelle Neutralitätshaltung aufgab und 1949 Gründungsmitglied der NATO wurde. Dieser Schritt wurde nur von einer kleinen Gruppe innerhalb der Arbeiderpartiet sowie in der Norges Kommunistiske Parti (NKP) und später in der 1961 gegründeten Sosialistisk Folkeparti (SF) kritisiert.
Nach seinem Ausscheiden aus der Regierung wurde er 1965 Vorsitzender der Europäischen Bewegung in Norwegen (Europabevegelsen i Norge) und übernahm darüber hinaus 1966 einen Forschungsauftrag am Christian Michelsen–Institut für soziologische Studien.
Von 1945 bis zur Übernahme des Amtes als Außenminister war Mitglied des norwegischen Nobelkomitees.
Sein jüngerer Bruder war der Historiker, Pädagoge und Hochschullehrer Christian August Manthey Lange.

## Veröffentlichungen
Neben seiner politischen Tätigkeit verfasste Lange auch zahlreiche geschichtswissenschaftliche Bücher, die sich unter anderem mit den Arbeiterbewegungen Norwegens und im Ausland befassten. Zu seinen bekanntesten Veröffentlichungen gehören:
- Fagorganisasjonens historie i Norge, 1933
- Nazi og Norge, 1934
- De politiske arbeiderinternasjonaler, 1934
- Den sosialdemokratiske forening 50 år, 1935
- Arbeiderreisning II og III, 1935–1937
- Det norske Arbeiderparti, 50 års historie, 2 Bände, 1937–1939
- Norsk utenrikspolitikk siden 1945, 1952
- Fra sekt til parti. Om Arbeiderpartiets organisasjonsmessige og politiske utvikling 1891–1901, 1962
- Norges vei til NATO, 1966

## Hintergrundliteratur
- G. Anderson: Halvard Lange : portrett av en nordmann, 1981, ISBN 82-05-13016-7